# Le Jeu du roi

Le Jeu du roi est un reportage de Joseph Kessel sur l'Afghanistan et le bouzkachi, écrit lors d'un voyage à Kaboul en 1956 et publié la même année chez del Duca, puis chez Plon en 1969. Ce journal écrit pendant le tournage de La Passe du Diable a inspiré son roman sur ce pays, Les Cavaliers.